# لوح تيلوريد الكادميوم الشمسي

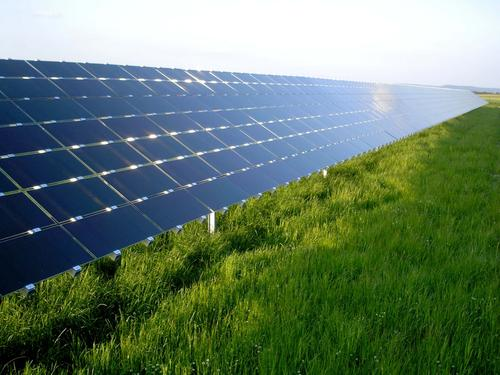
مصفوفات ألواح تيلوريد الكادميوم لتوليد طاقة كهربائية من الطاقة الشمسية.

رقائق تيلوريد كادميوم ضوية جهدية في طاقة شمسية هي ألواح شمسية تستخدم لإنتاج الطاقة الكهربائية من الطاقة الشمسية وتعمل بطريقة خلية شمسية. تصنع الرقائق من مواد شبه موصلة متتطابقة ومصممة لامتصاص قدر كبير من أشعة الشمس وتحويلها إلى تيار كهربائي.
ويعتبر تيلوريد الكادميوم هو أول رقائق تستخدم في التقنية الضوئية الجهدية وتفوق السيليكون البلوري من وجهة إنتاج الطاقة الكهربائية من أشعة الشمس ورخص ثمنها، وهي متوفرة في الأسواق وتستخدم في أنظمة بقدرة أعداد كبيرة من اكيوواط.

## مقدمة

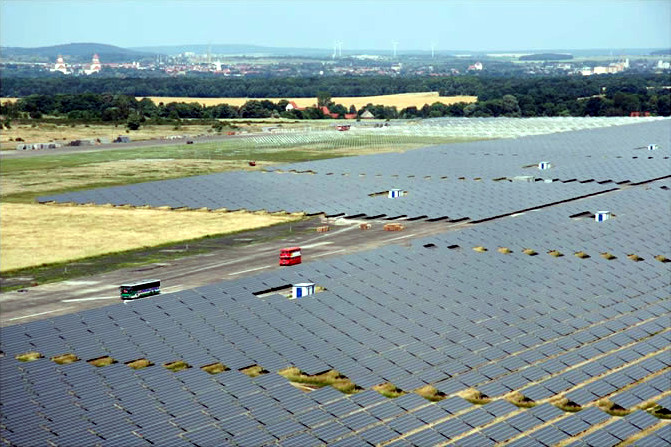
40-MW CdTe PV Array, Waldpolenz, Germany

تعود أبحاث تيلوريد الكادميوم CdTe إلى الخمسينيات من القرن الماضي.
,
حيث اكتشف أن تلك المادة لها حيز واسع يبلغ نحو 5و1 إلكترون فولت (في البنية الجزئية) مطابقة تماما لتوزيع الفوتونات في طيف الشمس من وجهة إمكانيتها لتحويل الطاقة الشمسية إلى كهرباء. وتصمم الرقائق كوصلات مختلفة مكونة من طبقة تيلوريد الكادميوم CdTe من نوع p شبه موصل ملتحمة بطبقة من سلفيد الكادميوم CdS وهو مادة شبه موصلة أيضا من نوع n. واكتملت الخلية بتوصيل رقيقة علوية تسمح بنفاذ الضوء إليها ورقيقة أخرى كقاعدة من أسفل. وسبقت شركة جنرال إليكتريك في إنتاج خلايا سولفيد الكادموم/ تيلوريد الكادميوم في الستينيات من القرن الماضي.
</ref>
ثم اسرعت شركة كوداك وماتسوشيتا إليكتريك إندستريال ومونوسولار في الانتباه واجراء البحوث لتحسين تلك الرقائق بغرض بيعها في الأسواق. وصلت كفاءة الرقائق في التسعينيات من القرن الماضي إلى نحو 10% في تحويل الطاقة الشمسية إلى طاقة كهربائية.

## كفاءة الخلية

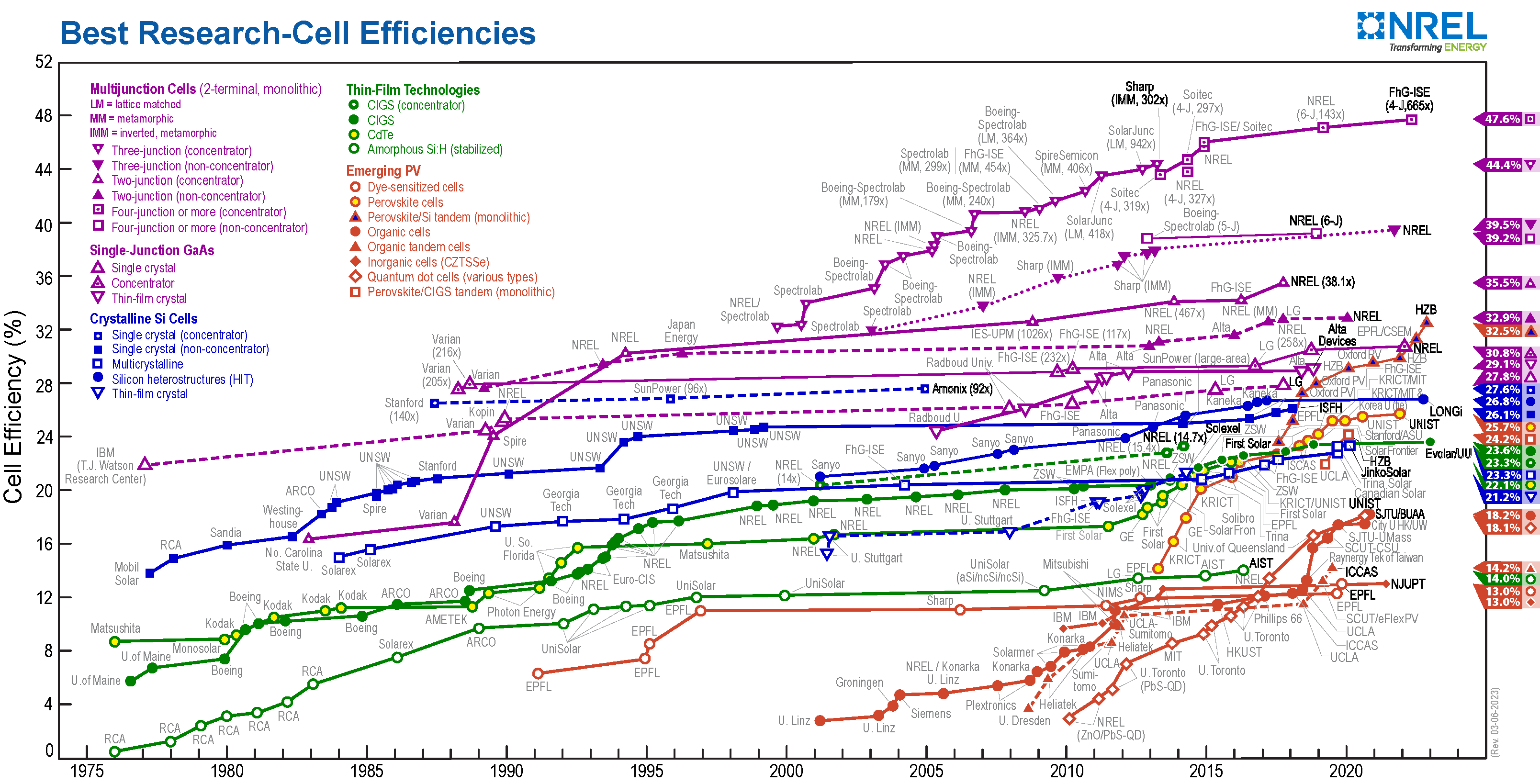
كفاءة الخلايا الشمسية.

وصلت أحسن كفاءة للخلايا الشمسية إلى نحو 16.5% في عام 2001.
.
ويأمل المنتجون في تحسين الوصلات بين الطبقات لرفع الكفاءة.كما سعوا إلى تحسينات أيضا في عملية تشويب تيلوريد الكادميوم التي تستخدم فيها كلوريد الكادميوم. ونظرا لأن تيلوريد الكادميوم له حيز طاقة واسع ولذلك يصلح لعمل رقيقة ذات وصلة واحدة، فمن المتوقع أن ترتفع كفاءة الرقيقة إلى 20 %.

## الإنتاج العالمي
تقدمت منتجات شركة «فيرست سولار» في إنتاج رقائق تيلوريد الكادميوم وتمد السوق حاليا بقدرة تصل إلى 2300 ميجاوات. ولم تسهوا شركة جنرال إليكتريك فهي حاليا في سبيل زيادة إنتاجيتها وبناء مصنع جديد في كولورادو. وتعمل جنرال إليكترك فوق ذلك في أنتاج الطاقة الكهربائية من الرياح حيث تنتج توربينات الهواء وابتلعت شركة إنرون Enron عام 2002 عندما أشرفت على الإفلاس.وبينما كان حجم مبيعات جنرال إليكتريك حتى 2000 عدة ملايين دولار في مجال طاقة الرياح فهي تستعد حاليا لإقامة مصانع بتكلفة 6 مليارات دولار.
وفي أوروبا توجد شركات كبيرة لإنتاج الرقائق من ضمنها شركتي فيستاس Vestasو جاميسا Gamesa.
وفي الصين تعمل شركتي سنتك باور وترينا سولار على إنتاج الرقائق وتعمل تكلفة العمالة الرخيصة لديها على منافسة المنتجين في أوروبا وأمريكا.
زاد استغال الطاقة الشمسية في الولايات المتحدة الأمريكية عام 2010 بنسبة 67%، ومع ذلك فلا يتعدى أنتاجها أكثر من 1% من مجمل الطاقة الكهربائية كلها. وقدعملت التحسينات في كفاءة الرقائق وخفض تكلفة تصنيعها على التخطيط لزيادتها، مع إقرانها عند الحاجة بمحطات قوى تعمل بالغاز الطبيعي، أو بالمولدات التي تعمل طاقة الرياح.
ويعتقد مدير شركة جنرال إليكتريك أن تكلفة الكهرباء من رقائق الطاقة الشمسية ستصبح أقل تكلفة من إنتاجها من الوقود الأحفوري.

## أرقام عام 2011
- 73 % معدل زيادة إنتاج الكهرباء سنويا بواسطة أشعة الشمس في العالم.
- 4و7 ألف مليون واط كهرباء من الطاقة الشمسية حتى عام 2010.
- 1و0 % نسبة الإنتاج العالمي للكهرباء من الطاقة الشمسية من مجمل الطاقة المستهلكة.

وفي أمريكا وحدها:
- 11% من الطاقة الكهربية منتجة من الطاقة المتجددة
- قرار الحكومة الأمريكية بغرض أن يصل إنتاج الطاقة المتجدة إلى 33% من إنتاج الطاقة الكلي حتى عام 2020.
- 80% النسبة المسهدفة في أمريكا إنتاج الطاقة من الطاقة المتجددة عام 2035،